# Plaza Mary Fitzgerald
La plaza Mary Fitzgerald (en inglés: Mary Fitzgerald Square) en Newtown, Johannesburgo, en Sudáfrica, es un espacio público dedicado a Mary "Pickhandle" Fitzgerald, que se considera que fue la primera sindicalista en el país. Anteriormente conocido como Aaron's Ground, la plaza fue nombrada en honor de Fitzgerald en 1939, ya que era un lugar de uso frecuente para las reuniones de huelguistas en la primera parte del siglo XX. Las características de la iluminación de la plaza fueron diseñadas por el francés Patrick Rimoux ingeniero de iluminación junto con la instalación de cabezales de madera tallada. La plaza es el centro del proyecto de renovación urbana de Newtown y está rodeada de estructuras importantes para la ciudad, como el Teatro del Mercado - que fue sede la mayor parte de la década de 1980 de La lucha del teatro por "oponerse a las políticas discriminatorias del régimen de apartheid".